# Southgate (Michigan)
Southgate ist eine Stadt im Wayne County im US-Bundesstaat Michigan mit 30.014 Einwohnern (Stand: Volkszählung 2020). Sie war das letzte Gebiet aus dem früheren Ecorse Township, das den Status einer Stadt erlangte. Southgate gehört zu der Gruppe von Ortschaften, die sich südlich von Detroit in der Umgebung des Detroit River befinden und als Downriver bezeichnet werden.

## Geographie
Nach dem United States Census Bureau ist die Stadtfläche 17,8 km² groß, die mittlere Höhe beträgt 182 m. Southgate grenzt an die Städte Riverview (Süden), Wyandotte (Osten), Allen Park (Nordwesten), Taylor (Westen) und Lincoln Park (Norden). Die Stadt wird im Norden von der Goddard Road begrenzt, von der M-85/Fort Street im Osten, der Pennsylvania Road im Süden und der Allen Road im Westen. Etwa zehn Kilometer westlich von Southgate befindet sich der Detroit Metropolitan Wayne County Airport.
In Southgate befindet sich der Hauptsitz des The News-Herald, einer lokalen Zeitschrift im Downriver, die mehr als 20 Gemeinden abdeckt. In den späten 1950ern und in den 1960ern bestand darüber hinaus in diesem Gebiet der Southgate Sentinel.

## Geschichte
Zum Ursprung des Stadtnamens existieren zwei Theorien. Die erste geht davon aus, dass Southgate das südliche Tor zur Metropolregion Detroit bildet.

Die andere führt den Stadtnamen auf eine Initiative des ersten Bürgermeisters Thomas J. Anderson zurück, der 1953 den Namen der noch zu gründenden Stadt nach einem Einkaufszentrum auswählte, und diesen Namen vom Planungsgremium absegnen ließ.
Anderson wurde 1958 der erste Bürgermeister der Stadt, nachdem er vorher fünf Jahre in der Leitung des damaligen Ecorse Township tätig war. Nach ihm ist eine der städtischen Highschools benannt.

## Verwaltung
Neben dem Bürgermeister wird die Stadtverwaltung von sieben gewählten Ratsmitgliedern, einem Schatzmeister und einem Schreiber gebildet. Alle Amtszeiten sind zwei Jahre lang.

## Bevölkerung
Bei der Volkszählung 2000 hatte die Stadt 30.136 Einwohner, fast 94 % davon Weiße, der restliche Anteil verteilte sich auf Afro-Amerikaner (2,11 %), amerikanische Indianer (0,50 %),  Asiaten (1,67 %) und andere Volksgruppen. Hispanics oder Latinos stellten 3,98 % der Bevölkerung. Das Pro-Kopf-Einkommen betrug 23.219 US-Dollar und 4,6 % der Bevölkerung lebte unter der Armutsgrenze.

## Dining Capital of Downriver
In der Zeitschrift News-Herald stellte der Bürgermeister von Southgate fest, dass die Stadt die „Speisehauptstadt von Downriver“ ist (Dining Capital of Downriver). In der Stadt finden sich zahlreiche Restaurantketten und Restaurants mit unterschiedlichen nationalen Küchen.

## Erziehungswesen
Die Stadt verfügt über sechs Privatschulen, mehrere Grund- und Mittelschulen sowie Highschools, und über ein College und zwei Universitäten: die Dorsey Business School (Business College), die Madonna University (Downriver Campus) und die Northwood University (Southgate Campus).

## Persönlichkeiten
- Nate Kiser – Eishockeyspieler
- Eric Champnella – Autor und Drehbuchschreiber (Eddie, Mr. 3000)
- Jerry Kuhn – deutsch-amerikanischer Eishockeytorwart
- Bedford Drive – Alternative-Rock-Band